# Potentino, Felicio e Simplicio

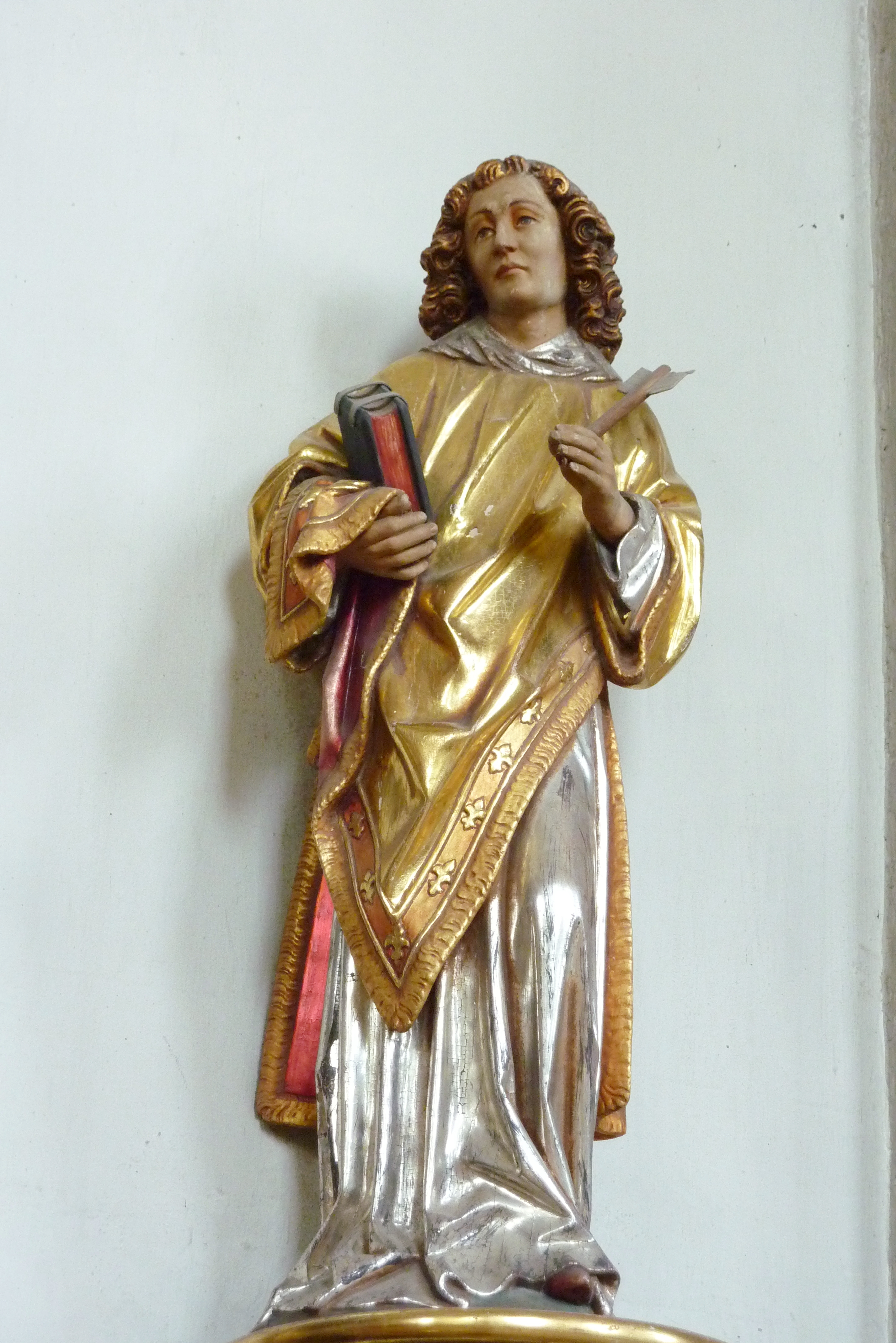
Statua di san Potentino, XV secolo, conservata a Wehr

Potentino, Felicio e Simplicio sono tre santi eremiti venerati a Steinfeld, nell'arcidiocesi di Colonia.

## Biografia
Le uniche notizie sul questo gruppo di santi sono desunte da una Vita tarda e leggendaria, composta nel IX secolo.
Secondo la tradizione, Potentino e i suoi figli Felicio e Simplicio erano originari dell'Aquitania e, popo un pellegrinaggio, si recarono da Massimino, vescovo di Treviri, che li inviò a condurre vita eremitica a Karden, dove già aveva vissuto in solitudine san Castore.

## Culto
Morti in fama di santità, le loro reliquie furono traslate da Karden a Steinfeld prima del 930 e Potentino fu eletto patrono del luogo.
Il loro culto come santi fu confermato da papa Pio X con decreto del 12 agosto 1908.
La loro festa era celebrata nell'arcidiocesi di Colonia il 18 giugno, mentre il 3 giugno ricorreva la memoria della traslazione delle reliquie.
La cassa-reliquiario di san Potentino, capolavoro dell'arte orafa realizzato a Treviri nella prima metà del XIII secolo, è conservata al museo del Louvre, a Parigi.